# Desmogléine
Les desmogléines sont une famille de cadhérines constituée de DSG1, DSG2, DSG3 et DSG4 (parfois appelées desmogléine 1, 2, 3 et 4). Elles jouent un rôle dans la formation des desmosomes qui lient les cellules épithéliales entre elles. On ne trouvera pas les mêmes desmogléines dans les desmosomes selon la localisation et l'état de différenciation et de maturation de ces cellules.
Comme toutes les cadhérines, ce sont des protéines transmembranaires.

## Pathologies
Ces protéines sont ciblées dans le pemphigus (maladie autoimmune).